# 5-7, rue Corbeau
 (août 2012).
Pour les articles homonymes, voir 5-7.

Le 5-7, rue Corbeau est un immeuble du 10e arrondissement de Paris.
Il était situé 5-7, rue Jacques-Louvel-Tessier, autrefois rue Corbeau.
Avec 168 logements d’une pièce, c’était, jusqu’à sa démolition en 1999, le plus grand taudis de Paris.

## Histoire physique et foncière
- 1828 : la parcelle du 5-7 rue Corbeau appartenait à la fabrique de l'église Saint-Laurent, aujourd’hui située rue Marx-Dormoy, 18e arrondissement de Paris.
- 1858 : la parcelle est louée pour 21 ans à Gabriel Daudain qui sous-loue la moitié droite (correspondant au no 7) à Gabriel Montiès
- 1860 : Daudain et Montiès font bâtir un immeuble de 4 étages côté no 5, et de trois étages côté no 7, il est doté du confort le plus modeste : un cabinet d’aisance par palier de seize logements.
- 1884 : l'Église signe un nouveau bail avec Daudain et Montiès
- 1884 : installation du raccordement au tout nouveau réseau d'égouts parisien
- 1905 : vote de la loi de séparation des Églises et de l'État, l’immeuble construit par Daudain et Montiès est mis sous séquestre de l'État, de nombreux gardes républicains s'y installent.
- 1927 : l’État vend l’immeuble à Abraham Chmoulovsky.
- 1930 : M. Chmoulovsky procède à la modernisation et à la surélévation de l'immeuble : les étages existants sont raccordés au gaz et à l'électricité, le bâtiment sur rue est surélevé pour atteindre sept étages, les étages nouveaux ont l'eau courante, et deux WC pour huit appartements.
- 1941 : le Commissariat général aux affaires juives met l’immeuble sous administration provisoire, il est désormais administré par M. Roserens. Le propriétaire, M. Chmoulovsky est déporté et tué.
- 1942 : Roserens met deux fois l’immeuble en vente, il n’y a pas d'acheteur
- 1944 : à la libération de Paris, la veuve de M. Chmoulovsky et son fils Jacques Chmoulovsky reprennent la gestion de l’immeuble
- 1948 : la loi de 1948 encadre la fixation des loyers. Ceux-ci, comme le confort de l’immeuble, ne progresseront que très peu.
- 1950-1960 : installation de l’eau courante aux étages qui en étaient dépourvus
- 1962 : établissement d’un règlement de copropriété qui conduira à la vente par le principal propriétaire d’une trentaine de chambres à leurs occupants
- 1979-88 : le manque de travaux et loyers impayés s’entretiennent mutuellement, jusqu’à l’abandon de l’immeuble par son propriétaire
- 1980-1997 : nombreux incidents liés à la mauvaise tenue des planchers
- 1997 : incendie mortel au sixième étage, un mort
- 1997 : application de la loi Vivien à l'immeuble, les propriétaires des trente chambres et les héritiers Chmoulovsky sont expropriés sur la base du prix du terrain nu minoré des coûts de démolition.
- 1998 : démolition
- 2001 : construction par l'OPAC de Paris d'un immeuble de 39 logements sociaux, architectes : F. Bret, A. Demians, B. Hébert.

## Histoire sociale
- 1860-1880 : les premiers habitants s'installent. Français, ils viennent en grande partie de province
- 1880-1920 : Les premiers immigrés arrivent en France et dans l'immeuble, ce sont principalement des Belges et des Italiens, l'immigration d'Europe de l'Est fait son apparition. Mais l'immeuble est géré par l'État qui y loge aussi des gardes républicains (17 en 1926)
- 1920-1940 : L'immigration d'Europe de l'Est entraîne une modification complète de la composition sociale de l'immeuble, les juifs polonais sont très majoritaires.
- 1940-1944 : La politique de persécution des juifs de France que l'État français met en place conduit au départ, à la disparition, à la déportation et à la mort de nombreux habitants de l'immeuble. Des locataires français les remplacent en partie[1].
- 1944-1950 : les appartements restés vides, sous la pression de la crise du logement, sont vite réoccupés, par des locataires français et des juifs revenant de captivité ou après s'être cachés.
- 1950-1962 : Les nouveaux arrivants sont principalement espagnols, portugais et rapatriés
- 1962-1980 : l'immigration du Maghreb puis d'Afrique noire, combinée aux départs des habitants arrivés entre les années trente et les années 1960, conduit au renouvellement complet des habitants de l'immeuble.
- 1980-1997 : le propriétaire ayant abandonné l'immeuble, l'absence d'entretien fait fuir une bonne partie des familles solvables ; les autres restent, piégées par l'effet d'aubaine ou par la nécessité, les nouveaux arrivants payent souvent un droit d'entrée, voir un loyer à des intermédiaires qui n'y ont aucun droit. L'immeuble devient un lieu d'abandon où se retrouve aussi une population toxicomane. Les problèmes de délinquance s'y multiplient à tel point que les forces de police refusent d'y intervenir.
- 1997 :
  - octobre : la mobilisation des habitants après l'effondrement d'un plafond sur une mère de famille et ses enfants conduit à l'occupation de la rue Jacques-Louvel-Tessier. Celle-ci est fermée à la circulation, des tentes sont installées. De premiers articles de la presse nationale attirent l'attention sur l'immeuble.
  - décembre : un incendie dans une chambre au sixième étage est fatal à un des habitants. De nombreux articles et reportages télévisés accélèrent l'application de la loi Vivien à l’immeuble.
- 1998 : Tous les habitants de l’immeuble sont progressivement relogés dans des logements sociaux à Paris.
- 1999 : démolition de l’immeuble.